# Diamond (Schiff, 1932)
HMS Diamond (H22) war einer der acht Zerstörer der D-Klasse der britischen Royal Navy. Im Zweiten Weltkrieg wurde der Zerstörer mit den Battle Honours „Spartivento 1940“, „Mediterranean 1941“, „Malta Convoys 1941“ und „Greece 1941“ ausgezeichnet.
Nachdem die Diamond während der Räumung Griechenlands Schiffbrüchige des Truppentransporters Slamat gerettet hatte, wurde sie am 27. April 1941 auf dem Marsch nach Kreta von der Luftwaffe versenkt.

## Die Geschichte des Zerstörers
Bei der Bestellung der D-Klasse im Februar 1931 ging auch ein Auftrag für den Bau von zwei Zerstörern an die Werft von Vickers-Armstrong in Barrow-in-Furness, (Cumbria). Die Kiellegung des zweiten Neubaus dieses Auftrags mit der Baunummer 675 erfolgte am 29. September 1931 über drei Monate nach dem Schwesterschiff Defender. Als vierzehntes Schiff der Royal Navy mit dem Namen Diamond lief der Neubau am 8. April 1932, einen Tag nach dem Schwesterschiff vom Stapel. In den Dienst der Navy kam die Diamond am 2. November 1932 als zweites Schiff der D-Klasse.

Den Namen Diamond hatte zuvor von 1904 bis 1921 der bei Laird in Birkenhead gebaute Kreuzer III. Klasse Diamond der Topaze-Klasse geführt.

### Einsatzgeschichte
Die neue Diamond ersetzte mit ihren Schwesterschiffen in der 1. Zerstörerflottille bei der Mittelmeerflotte bisher dort eingesetzte Zerstörer der V- und W-Klasse. Im Oktober und November 1933 machte die umgerüstete Flottille eine Reise in den Persischen Golf und das Rote Meer. Im Herbst 1934 wurden die neun Einheiten der Flottille auf Marinewerften in Großbritannien für den zukünftigen Einsatz im Fernen Osten überholt. Diamond war dazu vom 3. September bis zum 27. Oktober 1934 im Devonport Dockyard. Sie erreichte mit den ersten Schwesterschiffen am 3. Januar 1935 Hongkong, die in der dortigen „8th (1939 dann 21st) Destroyer Flotilla“ erneut Zerstörer der V- und W-Klasse ersetzten. Im August 1939 wurde eine Überholung der Diamondauf der Marinewerft in Singapur begonnen.

### Kriegseinsätze
Die Überholung der Diamond in Singapur wurde erst im November 1939 abgeschlossen. Am 4. Dezember begann der Zerstörer seinen Marsch durch den Indischen Ozean und das Rote Meer zur Mittelmeerflotte, wohin die anderen Einheiten der Klasse schon verlegt hatten. Als er am 17. Dezember in Suez eintraf, war die Verlegung der 21. Flottille abgeschlossen. Noch im selben Monat begann die weitere Verlegung dieser Flottille. Während ein Teil der Einheiten nach Großbritannien verlegt wurde, lief die Diamond ab dem 7. Januar 1940 von Malta über Gibraltar in den Südatlantik nach Freetown, der neuen Basis ab dem 15. Januar. Dort waren zeitweise auch die Schwesterschiffe Dainty, Decoy und Defender stationiert. Die Verlegung der Zerstörer erfolgte auch, da man Aktivitäten der Deutschen mit Hilfskreuzern erwartete, deren Einsätze jedoch erst später erfolgten. Im Januar sicherte die Diamond zeitweise die im Seegefecht vor dem La Plata schwer beschädigte Exeter auf ihrem Rückmarsch in die Heimat. Dazu kamen gemeinsame Kontrollfahrten mit den Trägern Ark Royal und Hermes. Wegen des erwarteten Kriegsbeitritts Italiens kehrte die Diamond im April 1940 wieder ins Mittelmeer zurück.
Wieder zurückgekehrt, wurde das Schiff im Mai der neugebildeten „10th Destroyer Flotilla“ bei der Mediterranean Fleet zugeteilt, der neben einer Division der D-Klasse die australischen Zerstörer der sog. Scrap Iron Flotilla angehörten. Die Einheiten der Flottille wurden im östlichen Mittelmeer und insbesondere in der Ägäis verwendet. Zu den Hauptaufgaben gehörte die Eskorte von Handelsschiffen sowohl in griechische Häfen als auch nach Malta.
Schon kurz nach dem Kriegseintritt Italiens am 10. Juni 1940 wurde die Diamond durch italienische Luftangriffe nahe Maltas am 11. und 17. Juni leicht beschädigt. Ende Juli sicherte die Diamond mit ihren Schwesterschiffen Dainty, Defender und der australischen Stuart sowie den Kreuzern Capetown und Liverpool den Konvoi AN.2 von Ägypten in verschiedene Häfen an der Ägäis. Am 23. August beschoss die Diamond zusammen mit den Zerstörern Ilex, Juno sowie den australischen Stuart und Waterhen die italienische Seeflugzeugbasis in Bomba (Libyen) zwischen den Derna und Tobruk und sicherte am Monatsende mit den Zerstörern Dainty, Jervis und Juno vier Transporter nach Malta im Rahmen der „Operation Hats“. Im November gehörte der Zerstörer zur Sicherung des Konvois MB.8 im Rahmen der „Operation Collar“ und lief dann von Malta weiter zum Treffen mit der Force H. Als am 27. dann die Italiener die britische Einheiten entdeckten und es zur Seeschlacht bei Kap Teulada oder Cape Spartivento kam, war die Diamond nicht am direkten Gefecht beteiligt.
Im Januar 1941 sicherten Diamond und Defender mit dem Flakkreuzer Calcutta im Rahmen der „Operation Excess“ den Konvoi MW.5 von nur zwei schnellen Transportern nach Malta. Auf dem Rückmarsch übernahm der Zerstörer die Besatzung des durch die Luftwaffe schwerbeschädigten Kreuzers Southampton, der aufgegeben wurde. Der Zerstörer gab die Schiffbrüchigen dann an den Kreuzer Gloucester ab. Am 18. April sicherte Diamond mit dem Zerstörer Nubian und den Flakkreuzern Calcutta und Phoebe einen Konvoi von vier Frachtern von Malta nach Alexandria, dem die Mittelmeerflotte mit einem Versorger für Malta entgegenläuft.

### Das Ende derDiamond
Bei der Evakuierung der alliierten Truppen vom griechischen Festland ab dem 25. April 1941 (Operation Demon) war das Schiff im Dauereinsatz.

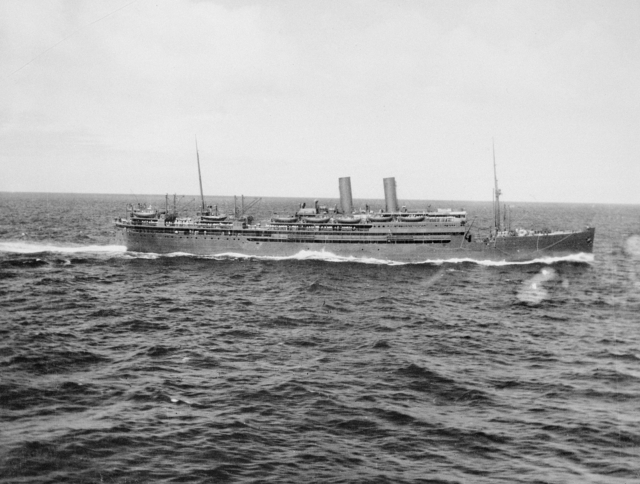
Der Truppentransporter Slamat

In der Nacht auf den 27. April sollten die Transporter Slamat (11636 BRT, 1924), Khedive und das Landungsschiff Glenearn mit dem Kreuzer Calcutta und drei Zerstörern 4500 Mann aus Nauplia evakuieren. Schon auf dem Anmarsch fiel die Glenearn durch einen Luftangriff aus und musste von der Griffin in Sicherheit geschleppt werden. Als Ersatz wurden die Kreuzer Orion und Perth mit dem Flottillenführer Stuart dem Verband zur Verstärkung geschickt, um die geplanten Evakuierungszahlen zu ermöglichen. Vor Ort erwies sich die Aufnahme der Soldaten als schwierig, da nur die Zerstörer tatsächlich die vorhandenen Häfen nutzen konnten. Die größeren Einheiten waren auf die Fähreinsätze der Zerstörer, lokaler kleinerer Schiffe und ihre eigenen Boote angewiesen. Da diese Abläufe vor Ort erst organisiert werden mussten, verzögerte sich die Übernahme der wartenden Truppen erheblich.
Die als letztes Schiff verspätet ausgelaufene niederländische Slamat wurde allein fahrend hinter dem Verband am Morgen des 27. von der Luftwaffe angegriffen und von Bomben getroffen. Der zur Unterstützung zurückgeschickten Diamond gelang es, trotz weiterer Angriffe aus der Luft, einen Großteil der Soldaten von dem brennenden Truppentransporter zu retten. Sie wurde dabei von der zur weiteren Hilfe entsandten Wryneck unterstützt. Die Diamond versenkte die Slamat mit einem Torpedo schließlich auf 37° 1′ N, 23° 10′ O, um der Luftwaffe das brennende Schiff als Anflugshilfe zu nehmen.
Die mit den Schiffbrüchigen nach Kreta laufenden Zerstörer wurden im Lauf des Tages von der Luftwaffe jedoch entdeckt und versenkt. Beide Zerstörer sanken unter schweren Verlusten sowohl unter der Besatzung als auch der eingeschifften Truppen durch Angriffe deutscher Jagd- und Sturzkampfbomber nördlich von Kreta auf 36° 30′ N, 23° 34′ O.
Von den etwa 1000 Mann auf den drei Schiffen überlebten nur wenige. Von den über 500 von der Slamat an Bord genommenen Soldaten waren es nur acht, von ihrer 214 Mann starken Besatzung elf Mann. 27 Mann der 106 Mann der Wryneck wurden gerettet und von der Besatzung der Diamond starben 146 Mann; nur 20 Mann der Diamond überlebten ihren Untergang.